# Horacio Fumero

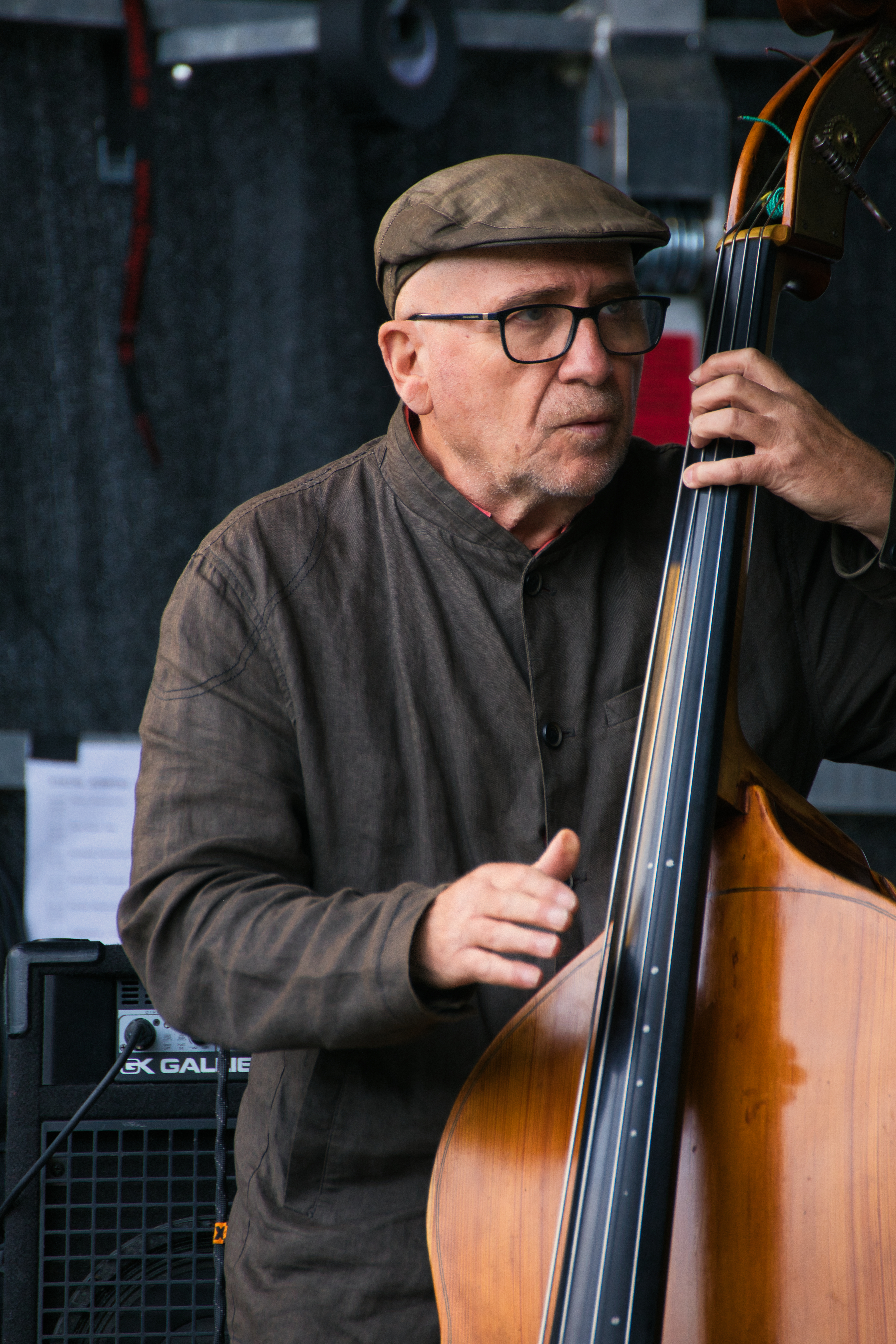
Horacio Fumero (2021)

Horacio Fumero (* 1949 in Cañada Rosquín) ist ein argentinischer Jazzmusiker (Kontrabass).

## Wirken
Fumero stammt aus einer musikalischen Familie; sein Bruder Hugo gab ihm Gitarrenunterricht. Er studierte am Conservatori Manuel de Falla in Buenos Aires. 1973 begleitete er Gato Barbieri nach Europa, um (als Charangospieler!) mit ihm am Montreux Jazz Festival teilzunehmen und verschiedene Auftritte bei weiteren Jazzfestivals in Europa zu absolvieren. Er blieb in Genf, setzte sein Studium am dortigen Conservatoire Supérier de Musique fort und arbeitete mit mehreren Schweizer Jazzgruppen zusammen.
1980 ließ er sich in Barcelona nieder, wo er bis heute lebt. Ab 1981 war er Mitglied im Trio von Tete Montoliu, dem er bis 1997 angehörte; in dieser Gruppe spielte er auch mit Musikern wie Charlie Mariano, Freddie Hubbard, Johnny Griffin, Woody Shaw oder Benny Golson. Weiterhin spielte als Solist im Orquestra de Cambra del Teatre Lliure de Barcelona, im Orquestra Simfònica de Granada, im Orquesta Nacional de España und im Orquestra de Cambra Andrés Segòvia; außerdem mit Lalo Schifrin und dem Orquestra Simfònica de Barcelona. Erst seit 1997 legte er Alben wie Desde Barcelona, Isoca und Contrabajeando unter eigenem Namen vor.
Im Flamenco Jazz trat er mit Künstlern wie Chano Domínguez, Martirio, Chicuelo, Mayte Martín und Ginesa Ortega auf oder bildete ein Duo mit dem Gitarristen Pedro Javier González. Mit Miguel Poveda nahm er das Album Coplas del Querer auf, das 2010 als bestes spanisches Songalbum ausgezeichnet wurde. Weiterhin arbeitete er mit Musikern wie Ignasi Terraza, Lluís Vidal, Albert Bover, David Xirgu, Gorka Benítez, Jorge Pardo, Jorge Rossy, Manel Camp, Jordi Bonell, José Reinoso, Paul Stocker, Adrián Iaies, Rita Payés oder Raynald Colom. Er nahm auch mit Claude Williamson, Frank Strazzeri, François Chevrolet/Olivier Magnenat und Bill Perkins auf.
Fumero lehrt als Hochschullehrer an der Escola Superior de Música de Catalunya und am Conservatori Superior de Música del Liceu. Die Pianistin und Sängerin Lucía Fumero ist seine Tochter.

## Preise und Auszeichnungen
Fumero hat Anerkennungen für seine berufliche Laufbahn von der Zeitung El Mundo (Madrid), La Bilbaina, Rojals (Murcia) und MiraJazz (Miranda d’Ebre), von Enderrock oder der Asociación de Musicos de Jazz y Música Moderna de Cataluña erhalten sowie den Jazzterrasman Award 2013 des Terrassa Jazz Festival.